# Петрококино, Екатерина Корнелиевна
Екатерина Корнелиевна Петрококино (урождённая Бодаревская; 1852—1939) — русская художница.

## Биография
Родилась в 1852 году в Одессе в дворянской семье. Сестра художника Н. К. Бодаревского, сводная сестра П. К. Бодаревской — матери живописцев Е. И. и П. И. Буковецких. Состояла в дальнем родстве с В. В. Кандинским.
В 1880-е годы — начале 1890-х училась в Одесской рисовальной школе, где в 1889 году получила малую серебряную медаль за натюрморт. В дальнейшем специализировалась в жанре портрета, пейзажа и сентиментального сюжета.
Участвовала в выставках ТПХВ и ТЮРХ (участник большинства выставок ТЮРХ с 1892 по 1918 год, член ТЮРХ с 1894 года). Работы её также экспонировались на Всероссийской выставке в Нижнем Новгороде в 1896 году и на Всемирной выставке в Париже в 1900 году.
Екатерина Корнелиевна занималпсь благотворительностью. Состояла в Совете попечения о слепых. В декабре 1914 участвовала в благотворительной художественной лотерее, устроенной ТЮРХ в пользу раненых[стиль] и больных воинов. Для лотереи принесли в дар свои произведения 32 художника, в том числе и Е. К. Петрококино. Имена художников также были обозначены на специальных билетах лотереи, выпущенных ТЮРХ.
В 1922 году она была в числе членов-учредителей Художественного общества имени К. К. Костанди. В 1925 году эмигрировала, жила и работала в Париже.
Умерла в 1938 году в Мёдоне, Франция.

### Личная жизнь
Была замужем за одесским коммерсантом и меценатом греческого происхождения Е. М. Петрококино (умер в 1904 году).
Вместе с мужем собрала ценную коллекцию произведений западноевропейской и русской живописи и была в числе организаторов Одесского литературно-художественного общества (1897). В их доме на Троицкой улице, 20, проходили литературно-художественные и музыкальные «четверги».